# استقرار پیوسته
استقرار پیوسته (به انگلیسی: Continuous deployment، اختصار: CD) رویکردی در مهندسی نرم‌افزار است که ویژگی‌ها و قابلیت‌های نرم‌افزاری پیاپی از طریق استقرار خودکار تحویل می‌شوند.